# Menyhárt Jenő
Menyhárt Jenő (Budapest, 1959. április 15. –) magyar underground zeneszerző, dalszövegíró, gitáros és énekes.

## Életpályája
Apja villamosmérnök, anyja pedig gépírónő volt. Alapító tagja az URH-nak és az Európa Kiadónak. Az URH-ban együtt dolgozott Müller Péter Sziámival, a Trabantban pedig Víg Mihállyal, többször is meghívták játszani a Balaton együttesbe.
1994-ben mintegy 12 évre New Yorkba költözött, angol nyelvű zenekart alapított: Mr. Con and the Bioneers Brave New World Orchestra. String Reality / Húrelmélet c. lemezük 2001-ben jelent meg.
Időközben a Greenpeace mozgalomnak dolgozott utcai toborzóként (ebbéli tevékenysége nyomán született meg Az agitátor c. kötete).

## Könyvei
- Para-Kovács Imre: Amerika kiadó. Beszélgetések Menyhárt Jenővel; Glória, Bp., 2006
- Az agitátor; Nyitott Könyvműhely, Bp., 2008

## Díjai
- A Magyar Köztársasági Érdemrend kiskeresztje (1996)